# Nodi lymphoidei coeliaci
Die Nodi lymphoidei coeliaci sind Bauchlymphknoten am Abgang des Truncus coeliacus. Sie erhalten Zufluss aus vom Magen, dem Duodenum, der Bauchspeicheldrüse und der Milz und drainieren in den Truncus intestinalis.
Hierzu gehören u. a.:
- Nodi lymphatici hepatici
- Nodi lymphatici gastrici dextri et sinistri
- Nodi lymphatici pylorici
- Nodi lymphatici gastroomentales dextri et sinistri
- Nodi lymphatici pancreatici superiores et inferiores
- Nodi lymphatici pancreaticoduodenales superiores et inferiores